# Jubilació
La jubilació és un estat en què es troben les persones a partir de certa edat avançada (generalment els 65 anys, ara ja als 67) en què deixen de tenir una ocupació laboral i passen a cobrar un subsidi per al seu manteniment.
La fórmula de la jubilació varia segons els països (de fet, només es dona en aquells que tenen implantat l'estat del benestar) i, dins de cada país, hi ha diverses opcions.

## Espanya
A Espanya la jubilació està fixada en els 65 anys, si bé el Govern espanyol es planteja d'apujar-la fins als 67. Hom també pot continuar treballant a partir dels 65 cobrant una part del subsidi i sense haver de cotitzar a la Seguretat Social. El professorat universitari de carrera estatal pot jubilar-se als 70 anys. Finalment, hi ha la figura de la prejubilació, que permet accedir a la jubilació amb menys de 65 anys (generalment, entre 58 i 65) anys; aquesta darrera fórmula té sentit per a persones que no tenen una formació que els permet adaptar-se a les noves tecnologies o no els permet reintroduir-se al mercat laboral. Entre les prejubilacions hi ha modalitats, com la prejubilació parcial, en què el prejubilat pot treballar unes hores a la setmana tot i cobrar el subsidi sempre que l'empresa on treballava contracti una altra persona jove en lloc seu.
Les pensions de jubilació contributiva poden ser: jubilació ordinària, jubilació anticipada per tenir la condició de mutualista, jubilació anticipada per reducció de l'edat mínima a causa de la realització d'activitats penoses, tòxiques i insalubres,  jubilació anticipada de treballadors discapacitats, jubilació parcial, jubilació flexible, jubilació flexible i jubilació especial als 64 anys.
El període mínim de quinze anys per causar una pensió de jublilació contributiva va ser establert en una llei aprovada amb la signatura del Rei Joan Carles I —abans era de 10 anys— signada també pel president del govern d'aquell temps: Felipe González Márquez, del PSOE, l'any 1985. A hores d'ara hi ha en tramitació una nova llei que retalla, altra vegada, la pensió de jubilació, segurament serà d'aplicació a partir de l'any 2013, novament la negociació prèvia de la llei s'ha fet sota un Govern del PSOE.
En l'àmbit militar i policial la jubilació es dona abans. En el cas dels soldats es parla de llicenciar, si bé poden passar a formar part de la reserva.

### Fet causant i efectes econòmics de les pensions de jubilació de la Seguretat Social
El fet causant es produeix el dia del cessament en el treball, si el treballador està d'alta, o el dia de la presentació de la sol·licitud en les situacions assimilades a l'alta, exceptuant:
- En cas d'excedència forçosa, el dia del cessament en el càrrec que va donar origen a l'assimilació.

- En cas de trasllat fora del territori nacional, el dia del cessament a la feina per compte d'altri.

En el cas de treballadors en alta els efectes econòmics es produeixen des de l'endemà al del cessament a la feina, quan la sol·licitud s'hagi presentat dins dels 3 mesos següents a l'esmentat dia o amb anterioritat a aquest dia. Si no s'ha presentat la sol·licitud dins el termini de 3 mesos anteriors o següents a la data de cessament a la feina, els efectes econòmics es reportaran amb una retroactivitat màxima de 3 mesos des de la data de presentació de la sol·licitud. En el cas de treballadors en situació assimilada a l'alta des de l'endemà al de la sol·licitud o quan es produeixi el fet causant, segons com sigui la situació assimilada de què es tracti.

### Abonament
Les pensions de la Seguretat Social s'abonen en 14 pagaments, un per cada mes de l'any, i dos pagaments extraordinaris que es fan efectius el juny i novembre, del mateix import de la mensualitat ordinària dels mesos esmentats. Les pagues extraordinàries s'abonen juntament amb la mensualitat dels mesos esmentats.
En els supòsits de reconeixement inicial o de represa del cobrament d'una pensió, així com en els casos de suspensió del cobrament o extinció de la pensió el pagament extraordinari s'abona a raó de sisenes parts.
La llei garanteix una pensió mínima, segons l'edat i les càrregues familiars. La pensió es revalora cada any segon l'Índex de Preus de Consum previst per aquest any, i està subjecta a tributació en l'Impost sobre la renda de les persones físiques (IRPF) i sotmesa, per tant als sistema general de retencions a compte de l'Impost.